# Речь
Речь — исторически сложившаяся форма общения людей посредством языка и предложений, создаваемых на основе определённых правил.
Процесс речи предполагает, с одной стороны, выражение мыслей языковыми (речевыми) средствами, а с другой стороны — восприятие языковых конструкций и их понимание. Речь считается видом словесной (вербальной) коммуникации.
Таким образом, речь представляет собой психолингвистический процесс, форму существования и использования человеческого языка.

## Возникновение речи
Речь (членораздельная речь) появилась в ходе эволюции человека между 1,7—2 миллиона лет назад, у первых Homo — именно в это время сформировался речевой аппарат. По данным антропологии основным признаком наличия речевого аппарата у ископаемого индивида является шиловидный отросток височной кости, он редко присутствует у черепов ардипитеков и есть почти у всех черепов ранних Homo. Речь определяется не только шиловидным отростком, но им в том числе, и он легко идентифицируется в ископаемых останках.
По мнению норвежских ученых Аре Бреана и Гейра Скейе появлению речи на ранних этапах эволюции Homo sapiens предшествовала коммуникация с помощью нечленораздельных звуков музыкальной природы: ритма, тембра, простейших «мелодий» и тому подобных способов. Этому способствовало изменение строения черепа и пасти гоминид, связанное с развитием прямохождения.
Ученые все больше склоняются к представлениям о долгой и многоступенчатой эволюции речи с ростом артикулированности, множественности слов и значения, усложнением языковых конструкций. Подъем на каждую ступень осуществлялся закономерно в связи с «самоодомашниванием», нормативностью, климатическими изменениями, сменой экологических ниш, конструированием новых техноприродных ниш и формированием новых социальных порядков.
Согласно эффекту Болдуина, генно-культурной коэволюции и культурного драйва вследствие массового направленного поведения и многоуровневого отбора менялись генные, нейронные, анатомические (гортань, дыхательные мышцы), психофизиологические (слуховые и речемоторные) структуры.
Развитие способностей происходило благодаря каждодневным попыткам преодолевать взаимное непонимание через ритуалы переиначивания звуков и отгадывания их смысла . На уровне повседневных коммуникаций отбирались речевые формы, также действовали индивидуальный отбор, половой отбор и межгрупповой отбор.